# Моніка Фагергольм
Моніка Фагергольм (швед. Monika Fagerholm ; нар. 26 лютого 1961, Гельсінкі) — фінська письменниця, пише шведською мовою.

## Біографія
Батько — Нільс Ерік Фагергольм, професор Гельсінського технологічного університету, мати — Крістіна Герргорд, бібліотекарка. Моніка Фагерсгольм закінчила Гельсінський університет, де вивчала психологію і літературу. Здобула ступінь бакалавра з соціальних наук (1987). Того ж року дебютувала як письменниця, але популярність здобула тільки після публікації в 1994 роману «Чудова жінка біля моря», який був перекладений на декілька мов, номінований на низку великих премій та екранізований (1998) .
У 2016 році удостоєна літературної премії Шведської академії .
Мешкає в Екенесі.
2020 року отримала літературну премію Північної Ради за свій роман Vem dödade bambi? (швед. - Хто вбив бембі?) .

## Твори
- Sham (1987)
- Patricia (1990)
- Чудова жінка біля моря / Underbara kvinnor vid vatten (1994, Премія Рунеберга, Медаль Асоціації книгарів Фінляндії[en], номінації на премію Фінляндія, шведську премію Стріндберга[en], Дублінську літературну премію)
- Діва / Diva (1998, премія Товариства шведської літератури)
- Американка / Den amerikanska flickan (2005, Августівська премія, премія Аніара, шорт-лист премії Рунеберга та премії Північної Ради)
- Блискуча сцена / Glitterscenen (2009)
- Havet (2012)
- Lolauppochner (2012)
- Хто вбив Бембі? / Vem dödade Bambi? (2019)[8]

## Визнання
Номінантка та лауреатка фінських, шведських та міжнародних премій. Нагороджена медаллю Pro Finlandia (2010). Її книги перекладені англійською, німецькою, французькою, фінською, голландською, данською, норвезькою, литовською мовами.